# دوروتلي
دوروتلي هي قرية في الجزء الجنوبي الشرقي من مقدونيا. تقع في بلدية دوجران.

## التركيب السكاني
بلغ عدد سكان المستوطنة 16 نسمة حسب تعداد عام 2002م. تشمل المجموعة العرقية في القرية:
- الأتراك 16